# Erzbistum Tuam
Das Erzbistum Tuam (ir.: Ard-Deoise Thuama, lat.: Archidioecesis Tuamensis) ist eine Diözese der römisch-katholischen Kirche Irland mit Sitz in Tuam im County Galway.

## Geschichte
Als erster Bischof von Tuam gilt Iarlaithe mac Loga (Jarlath) im 6. Jahrhundert.
Das Bistum wurde im Jahre 1111 durch die Synode von Rathbreasail gegründet und 1152 zum Erzbistum erhoben. In der Folgezeit gingen die mittelalterlichen Bistümer von Annaghdown und Mayo in der neuen Diözese auf.
Unter Elisabeth I. wurde die Marienkathedrale aus dem 14. Jahrhundert anglikanisch, und der öffentliche katholische Gottesdienst blieb bis ins 18. Jahrhundert verboten. Das gleichnamige anglikanische Erzbistum Tuam der Church of Ireland bestand bis 1839. Es wurde nach dem Tod von Erzbischof Power Le Poer Trench 1839 aufgehoben und zur Diözese von Tuam, Killala und Achonry vereinigt.
Erst im 19. Jahrhundert konnte die neugotische Kathedrale Mariä Himmelfahrt als neue römisch-katholische Bischofskirche errichtet werden.
Das Gebiet des Erzbistums befindet sich im Westen Irlands. Die Bistümer Achonry, Clonfert, Elphin, Galway und Kilmacduagh sowie Killala sind als Suffraganbistümer zugeordnet.

## Heilige des Erzbistums Tuam
- Jarlath von Tuam
- Feichin von Cong
- Macdara von Carna
- Colman von Lindisfarne
- Fursey
- Enda von Aran
- Benin von Kilbannon
- Cuana von Kilcoona